# دحل الفري
دحل الفري هو أحد الدحول الواقعة جنوب الصمان في السعودية.